# Mimaropa
Mimaropa là một vùng của Philippines. Đây là một trong hai vùng duy nhất không có ranh giới trên đất liền với các vùng khác cùng với Đông Visayas. Tên của tỉnh được ghép từ các tỉnh trực thuộc trên đảo Mindoro là Occidental Mindoro và tỉnh anh em Oriental Mindoro, Marinduque, Romblon, Palawan. Ngày 23/05/2005, tỉnh Palawan và thành phố tỉnh lị được quyết định chuyển về vùng Tây Visayas. Tuy nhiên, ngày 19/05/2005, Cựu Tổng thống Arroyo đã đình chỉ quyết định này để xem xét lại. Đến nay, Palawan và thành phố Puerto Princesa vẫn là một phần của vùng này.

## Lịch sử
Ngày 17/05/2002, vùng Nam Tagalog (Vùng IV) được phân chia thành hai vùng là CALABARZON (Vùng IV-A) và MIMAROPA (Vùng IV-B) để nâng cao hiệu quả quản lý hành chính, thúc đẩy phát triển xã hội, phát triển kinh tế và cải thiện các dịch vụ công cộng.

## Hành chính

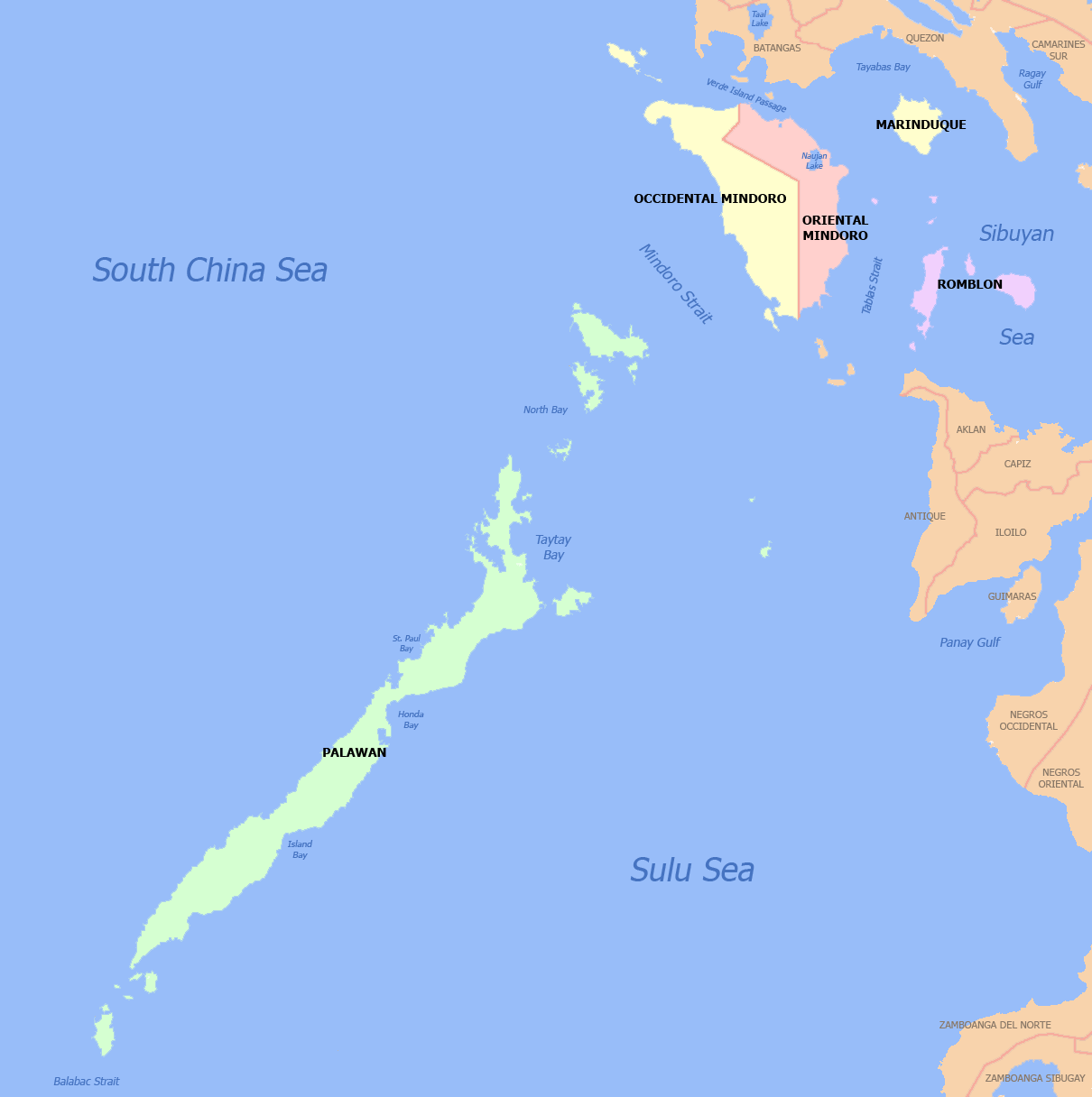
Bản đồ Hành chính MIMAROPA

| Tỉnh/Thành phố     | Thủ phủ         | Dân số (2000) | Diện tích (km²) | Mật độ (trên km²) |
| ------------------ | --------------- | ------------- | --------------- | ----------------- |
| Marinduque         | Boac            | 229,636       | 952.6           | 241.1             |
| Occidental Mindoro | Mamburao        | 421.592       | 5.865,7         | 71.9              |
| Oriental Mindoro   | Calapan         | 735.769       | 4.238,4         | 173.6             |
| Palawan            | Puerto Princesa | 682.152       | 14.649,7        | 46.6              |
| Romblon            | Romblon         | 279.774       | 1.533,5         | 182.4             |
|                    |                 |               |                 |                   |
| Puerto Princesa[1] | —               | 210.508       | 2.400           | 87.7              |

1  Puerto Princesa hiện là thành phố đô thị hóa cao; được tính bên ngoài tỉnh Palawan.

### Thành phố hợp thành
- Calapan City, Oriental Mindoro